# 以色列理工学院
以色列理工学院（希伯來語：‎，羅馬化：HaṬekhnion—Makhon Ṭekhnologi le-Yiśra’el）是一所公立研究型大学，位于以色列海法市，成立于1912年，被誉为中东的MIT。在2021ARWU上海交通大学世界大学学术排名中，该校排名第94名，為國際間具影響力的高等院校。在最新的2023年QS世界大學排名中，以色列理工学院排名世界第408名。在US News & World Report排名中，該校世界排名287名。在2020年的《泰晤士报高等教育增刊》中，該校排名世界第401-500名。

## 簡介
该校设有科学、工程学以及建筑、医药、工业管理、教育等相关学科，拥有18个院系、52个研究中心。成立以来，该校累计授予超过100,000个学位，其毕业生在技术和教育方面为成立和捍卫以色列国做出了卓越贡献。以色列理工学院的教学人员中有3位曾获诺贝尔化学奖；另有4位诺贝尔奖得主也曾与该学院有合作关系。现任校长Peretz Lavie教授曾在2012年被以色列国家报The Marker评为以色列最具影响力的100位人物之一。
自1912年创校起，以色列理工学院成就了许多以色列的科技创新。其海法校园延揽了一流教师，并孕育出三位诺贝尔奖得主。此外，以色列理工学院也設有自己的孵化器。1923年爱因斯坦拜訪了以色列理工，並在回到德國後，擔任該校的首任社團主席。以色列理工学院因為與以色列太空局合作的緣故，也是全球10家曾经组建及发射过人造卫星的大学之一。

### 重点研究成果
1982年，Dan Shechtman发现了一个在5阶对称的准晶体结构,而根据当时盛行的晶体学，这种结构是不可能存在的。这项发现为他赢得了2011年诺贝尔化学奖。
2004年，以色列理工学院的Avram Hershko和Aaron Ciechanover两位教授，发现了细胞中负责分解蛋白质的生物系统，并获得诺贝尔奖。
Shulamit Levenberg发明了一种不会被人体系统排斥的植皮方法，在37岁时被《科学美国人》杂志评选为2006年度优秀科学家之一。
Moussa B.H.Youdim开发出抑制剂雷沙吉兰，梯瓦制药公司将其冠以Azilect的商标推出市场，主要用于治疗神经变性疾病，特别是帕金森综合症。
1998年，以色列理工学院成功发射“Gurwin TechSat II”微卫星，其设计、制造、发射过程均由学生项目独立完成，全世界只有五所大学能做到这一点。直至2010年，该卫星一直在轨道中运行。
二十世纪七十年代，计算机科学家Abraham Lempel和Jacob Ziv开发出Lempel-Ziv-Welch数据压缩算法。他们在1995年和2007年获得IEEE Richard W. Hamming Medal奖项，以表彰两位在数据压缩领域中的突出贡献，尤其是该算法的开发。

## 历史
学院由德国犹太人基金会Ezrah于20世纪初出资成立，最早为工程与科学学院，是当时除比撒列艺术和设计学院（位于耶路撒冷，成立于1907年）外，奥托曼帝国治下的巴勒斯坦地区唯一的高等学府。1912年学院建成，12年后的1924年开始招收第一批学生。以色列理工学院见证了以色列的“语言之战”，即有关以何种语言作为教学语言的全国性大讨论。

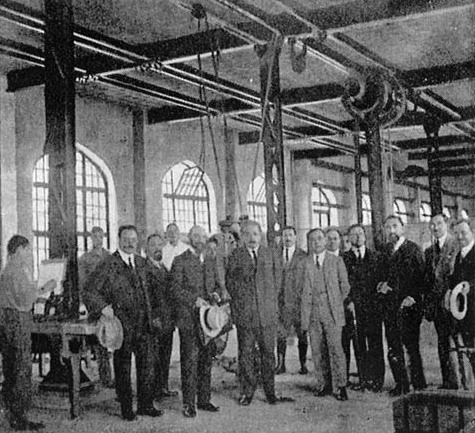
Albert Einstein at Technion; 11 February 1923

1923年，阿尔伯特·爱因斯坦访问该校，并种下了著名的第一棵棕榈树。此后该校的每位诺贝尔奖获得者都会种下一棵树，成为一项传统。而爱因斯坦的第一棵诺贝尔树至今仍耸立在哈达尔市的以色列理工学院教学楼前。爱因斯坦回到德國後成立了Technion第一个社团，並擔任社團主席。
1925年，英国实业家——梅切特第一男爵Alfred Mond成为该校第一任校长。

## 校区

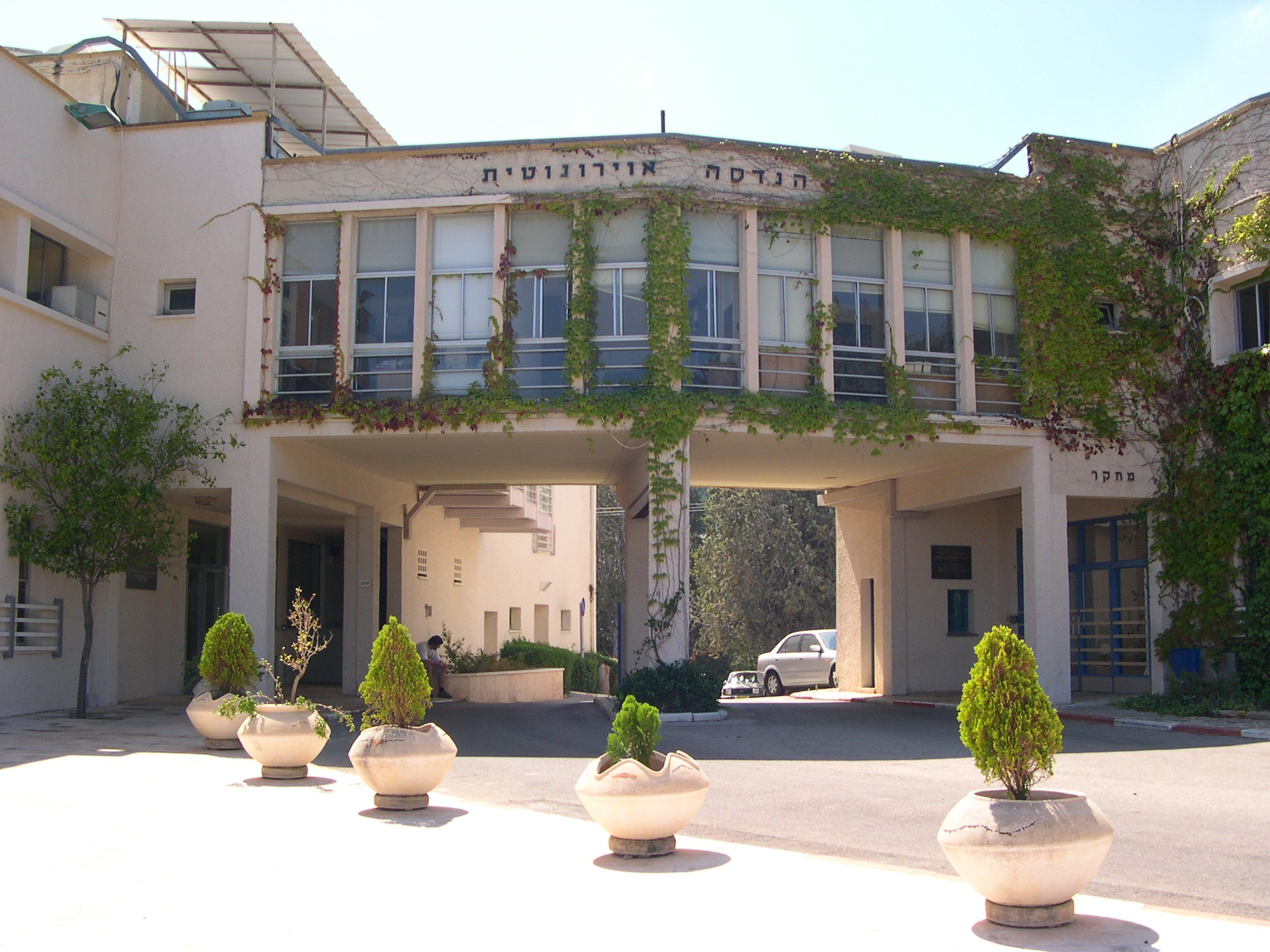
航空航天工程学院

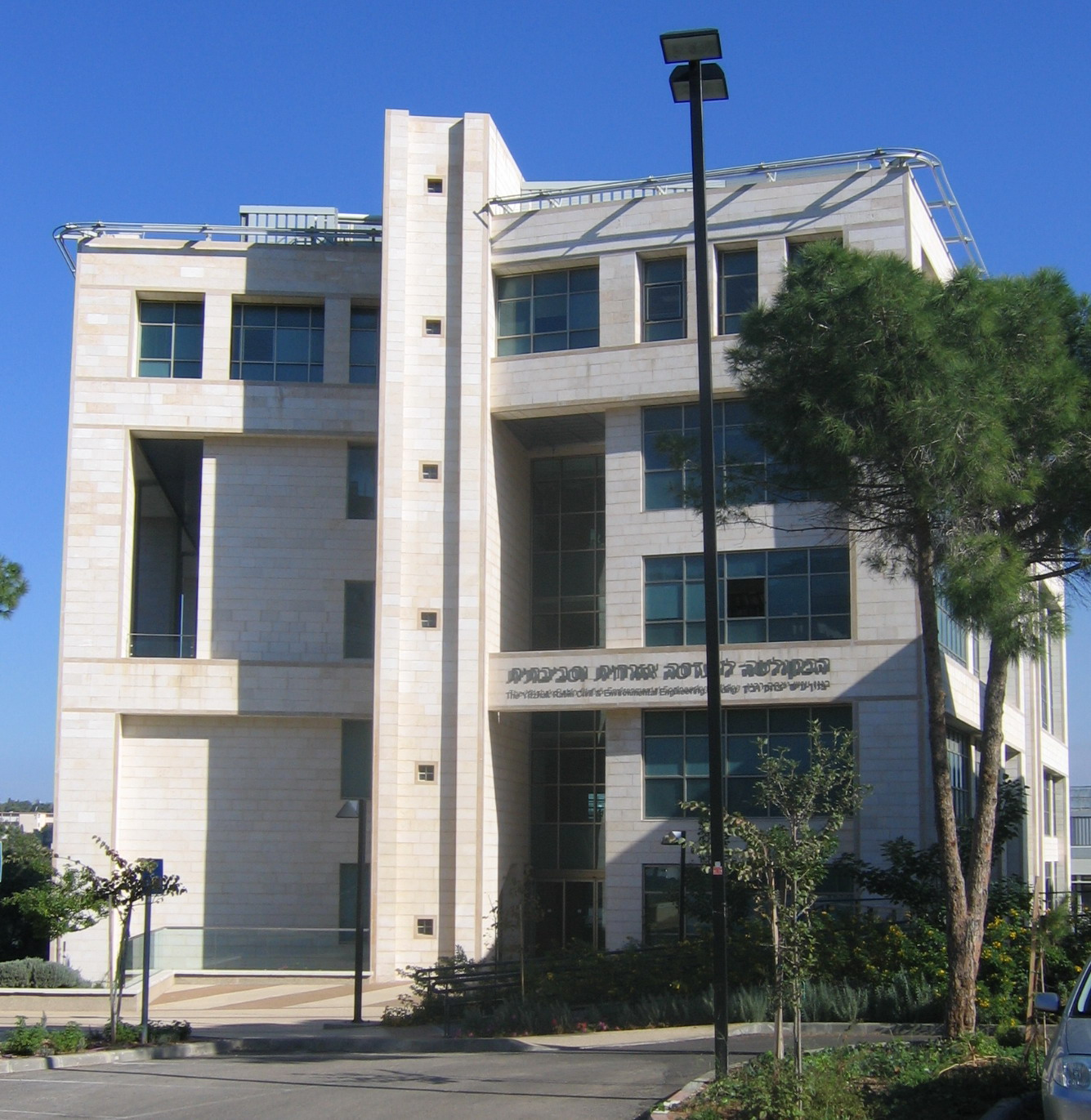
土木与环境工程学院

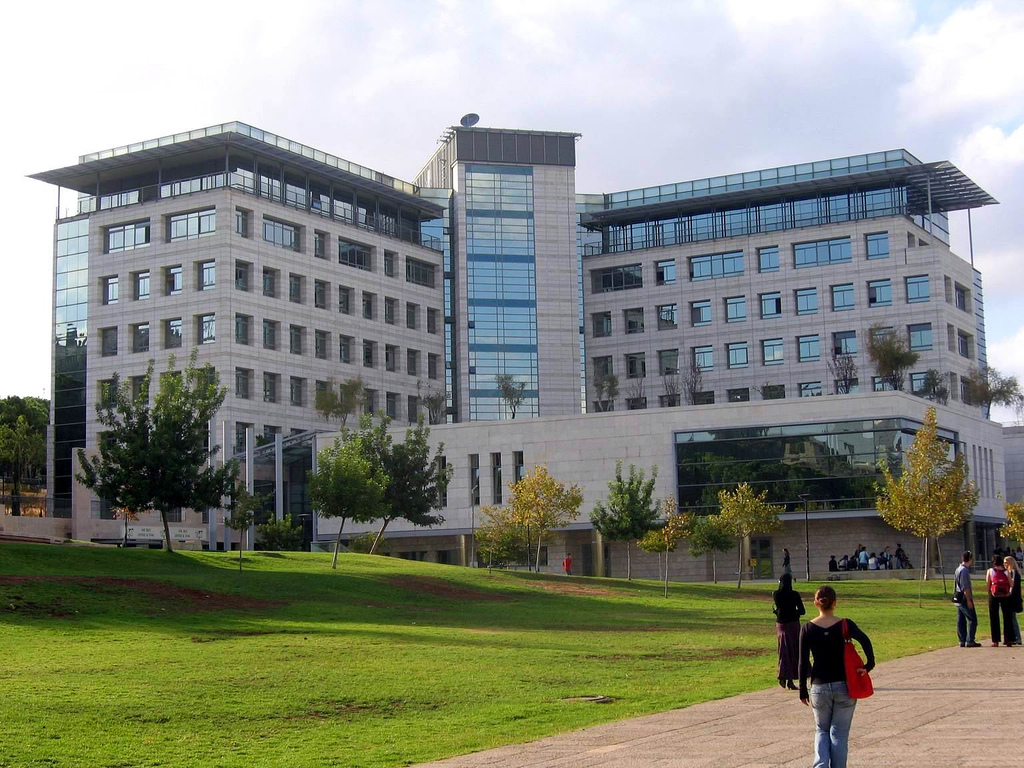
计算机科学学院

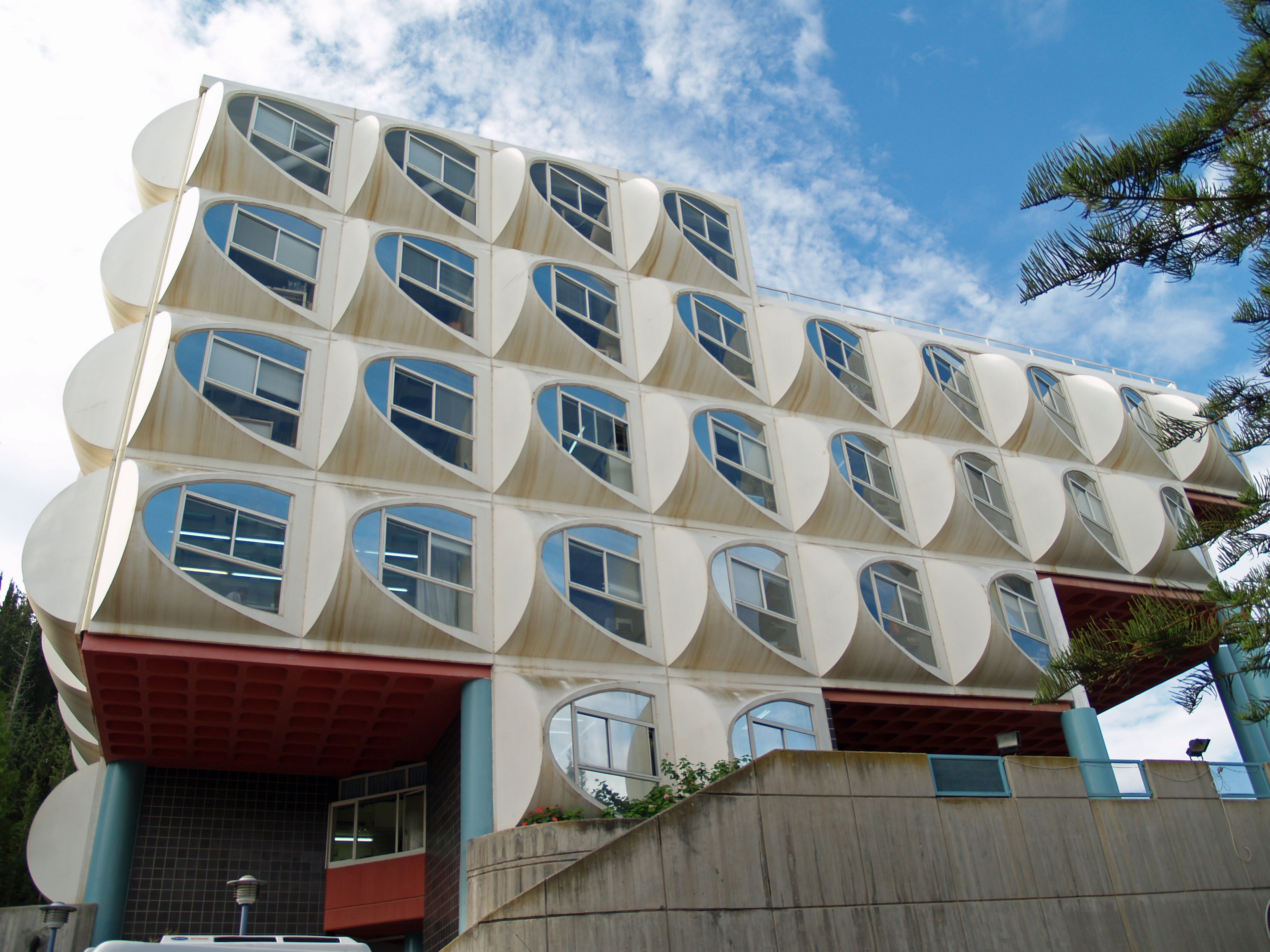
工业工程与管理学院

Erdős–Faber–Lovász conjecture

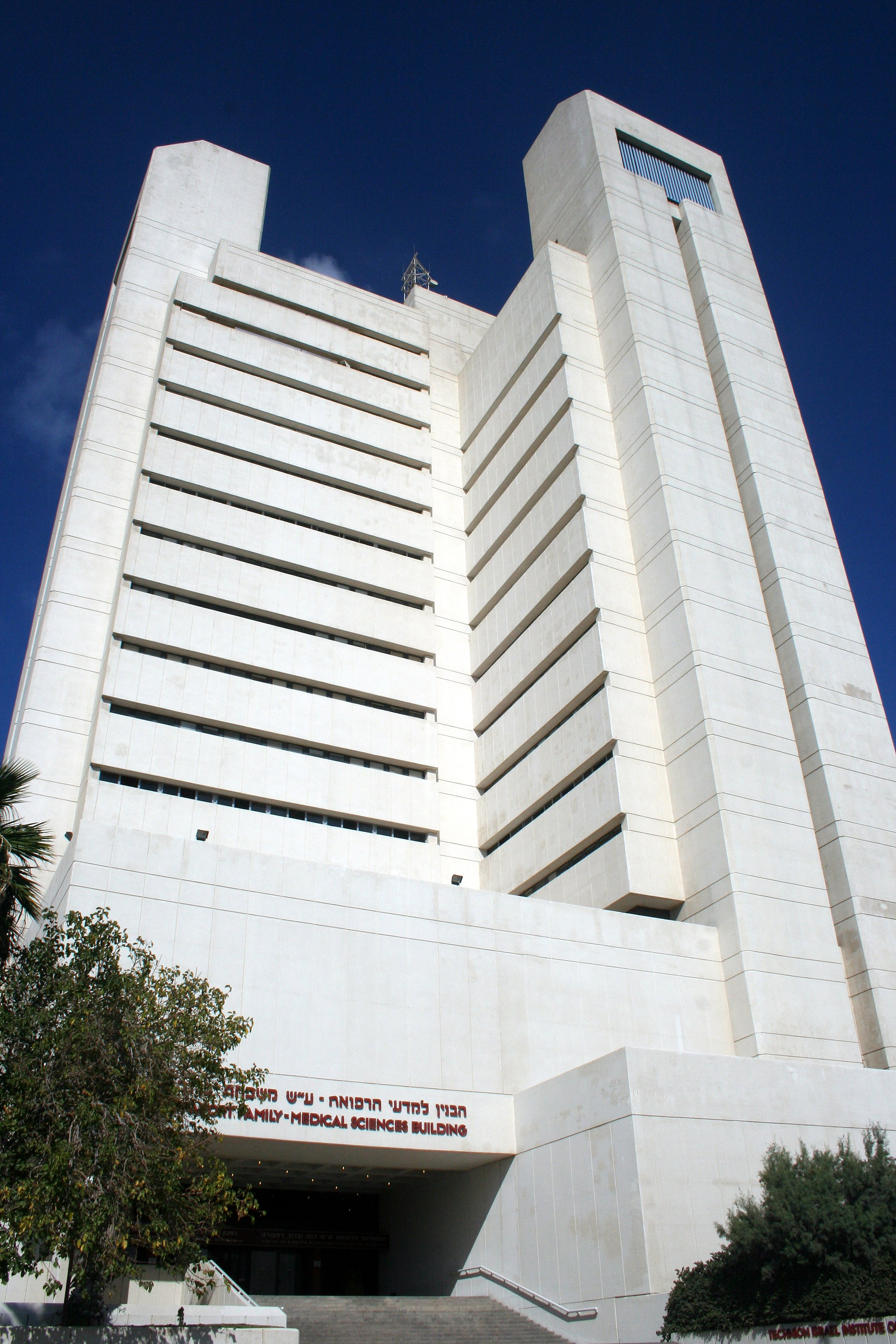
医学院

### 海法·主校区
以色列理工学院大学城位于卡梅尔山东北坡上松树茂密的一片土地，方圆1.2平方千米。以色列理工学院海法校区共有100多幢建筑，每天都有数千人往来于此。
以色列理工学院另外还有两个校区。最初的教学楼位于海法市市中心，二十世纪八十年代之前一直由该校使用，现在则变成了以色列国家科技和空间博物馆。Rappaport医学院位于Bat Galim旁边，临近以色列北部最大的医疗中心Rambam医院。
该校区的娱乐休闲设施包括奥运会规格的游泳馆、体育馆、壁球和网球场等。主要由学生和教职工组成的以色列理工学院交响乐合唱团，每个学期都会在日间和晚上进行一系列表演。另外，该校区定期也会有以色列著名艺术家进行表演，或进行影片展播。

### 特拉维夫校区
自1958年起，以色列理工学院继续教育和校外学习部门就在特拉维夫校区进行运营。2013年7月，以色列理工学院迁到位于Sarona (colony) 的新校区。Sarona卫星校区共有3幢教学楼、16间现代化教室，占地1800平方米。以色列理工学院国际工商管理课程即位于该校区，来自伦敦商学院、哥伦比亚大学、欧洲工商管理学院等世界各地的优秀学生和客座讲师汇集于此。

### 美国纽约校区——JTCII
2011年12月19日，康奈尔大学和以色列理工学院联合赢得了纽约市的建校竞标，将在纽约建立一所以应用科学和工程为核心的高等学校。这项建校竞标由纽约市市长Michael Bloomberg发起，旨在促进纽约技术领域的的创业水平、增加工作岗位。这座新的学校将在罗斯福岛拥有200,000平方米的校园，配备一流技术设施，第一期工程将在2017年完成。2013年，一个暂时性的小校区率先在纽约第八大道111号的谷歌总部大楼成立。这所被誉为“天才学院”的学校正式取名为雅各布康奈尔大学-以色列理工学院创新研究院(JTCII)。以色列理工学院是第一所在美国参与建设世界级研究中心的以色列大学。

### 中国广东校区——GTIIT
以色列理工学院在2013年9月与李嘉诚基金会签署了一份协议，将获1.3亿美元的捐款，并将与广东的汕头大学合作创建一所全新的大学——广东以色列理工学院。这项计划将带来工程学科以及中国广东生命科学领域之教育、研究和创新的新纪元。广东省和汕头市政府将拨款9亿人民币（约1.47亿美元）以资助其建设和初期运作，并拨给该学院33万平方米的土地用作校园建设，该地点毗邻汕头大学。

## 科系

### 航空航天工程
航空航天工程学院成立于1954年,致力于进行航空航天领域的广泛研究和教育。航空航天研究中心还包括空气动力学（风洞）实验室、航空航天结构实验室、燃烧和火箭推进实验室、涡轮喷气发动机实验室、飞行控制实验室，以及制造设计实验室。

### 建筑学与城镇规划
在以色列理工学院建筑学院完成五年课程可获得建筑学学士。其研究生项目每年招收约15名学生，以及4-5名博士生，主要研究领域为建筑理论和哲学、生物气候和节能设计、形态学、计算机应用、人类与环境关系、住房、建筑历史、城市设计。

### 生物学
生物学院成立于1971年。该学院有23个高级研究小组，致力于细胞、分子、发育生物学等多个领域。该学院与医药和生物技术行业保持了广泛的合作关系。目前生物学院有约350名本科生和100多名研究生。

### 生物医学工程
F生物医学工程学院成立于1968年，进行医药与生物工程相融的跨学科研究活动,已成功研发多款专利药品。最新的研究突破包括识别出与音节相对应的结构化神经代码，使得截瘫患者只要将大脑与一台计算机连接就可以完成“说话”的行为。

### 生物技术与食品工程
生物技术与食品工程学院是以色列唯一致力于该学科的学院，提供工程设计、生命和自然科学等课程，并且与生物化学学院联合开设学位项目。该学院拥有生物技术实验室、一个大型食物处理实验场和一个包装实验室。目前该学院有260名本科生和66名研究生。

### 土木与环境工程
2002年，以色列理工学院最早的两个院系——土木工程和农业工程合并为今天的土木与环境工程学院。其宗旨为“保持并促进土木与环境工程学院在世界一流研究机构的领先地位并成为全国研究发展中心，为世界的可持续发展培养人才。”
自2010年，以色列理工学院国际部开办的国际土木与环境工程本科，4年课程均以英文授课，吸引了全球各地学生，其中不乏中国籍学生。

### 化学工程
Wolfson化学工程学院是以色列在该领域最古老、规模最大的教育机构，以色列大部分化学工程师都毕业于该学院。该学院研究领域包括材料、复杂流体、加工、运输、界面现象、程序控制。
以色列理工学院国际部2015年将第一次开办英文授课的化学工程国际班。

### 化学
Schulich化学学院拥有多个跨学科项目，包括材料工程、化学工程、物理、食品工程，并与生物学院合作开展分子生物化学的学位项目。该学院有约100个研究项目由化学行业和国家、国际基金提供资金支持。该学院另有一系列外展和青年项目。

### 计算机科学
计算机科学学院成立于1969年，是以色列理工学院最大的院系，拥有1000多名本科生和210名研究生。计算机科学学学院2011年在该领域的500个大学院系中位列第15名，2012位列第18名。该学院位于陶布家庭科学和技术中心,慈善家Henry Taub一直为其提供赞助支持。

### 技术与科学教育
技术与科学教育学院成立于1965年，本科生在这里可以学到科学技术领域最先进的教育方式。该领域的研究和发展中心也位于该学院。目前该学院有350多名本科生和100名研究生。

### 电气工程
电气工程学院据称是以色列电气、计算机和通信领域领导先进技术发展的工程师摇篮。目前有约2000名本科生于该学院攻读学士学位，专业包括电气工程、计算机工程、计算机和软件工程；400名研究生攻读硕士和博士学位。该学院与业界、学术界与业界特殊联络支持项目都有广泛联系。

### 人文艺术
人文艺术学院为以色列理工学院的全体师生提供科学哲学、社会学和政治学、语言学、心理学、法律和人类学以及许多艺术理论和表演课程，一般由知名客座或兼职学者教授。戏剧学院成立于1986年，开设八门课程，每学期有约150名学生在校。戏剧学院共演出51场风格各异的表演，表演剧目多出自汉诺赫•列文、耶和书•苏伯尔、莫里哀、莎士比亚、马里伏、易卜生、萧伯纳等戏剧大师，也会选择导演和演员写的剧本进行表演。该学院受邀参加过许多欧洲大学的节日庆典。该领域的若干选修科目可抵10学分。

### 工业工程与管理
William Davidson工业与工程管理学院(IE&M)是以色列该领域最古老的学院。IE&M于1958年成立，当时为以色列理工学院的一个学术学院，之后在创始院长Pinchas Naor的带领下逐渐发展壮大。Naor教授的愿景是将工业工程和工业管理合二为一，创立一个跨学科的大科系，覆盖应用工程、数学建模、经济学、行为科学、运筹学、数据等一系列活动。

### 材料科学与工程
材料工程学院是以色列该领域的主要研究中心，诺贝尔化学奖得主Dan Shechtman教授即来自该学院。这里有著名的电子显微术中心、X射线衍射分析实验室、原子力显微镜实验室、物理和机械测量实验室。

### 数学
数学学院下设纯数学和应用数学系，培养了著名数学家Paul Erdős。数学学院成立于1950年，拥有约46名教职人员、200名本科生和100名研究生。该学院为其他所有学院提供相关课程、组织有才华的高中生参加数学竞赛，并且承办数论夏令营。

### 机械工程
与以色列国同龄的机械工程学院成立于1948年，拥有830多名学生、215名研究生。该学院有实验室36间，研究课题从机械工程、纳米级领域，到国家级项目的应用工程，不一而足。

### 医学
Ruth and Bruce Rappaport医学院曾经有两位诺贝尔奖获得者：Avram Hershko教授和Aaron Ciechanover教授。该学院是以色列四所由国家出资的医学院之一。1979年，以色列理工学院医学院在慈善家Bruce Rappaport的赞助下成立，致力于解剖学、生物化学、生物物理学、免疫学、微生物学、生理学和药理学领域的基础科学研究和临床前医疗培训。[25]医学院校区的其他设施有教学实验室、医学图书馆、讲堂、研讨会议室等。Ruth and Bruce Rappaport医学院提供理学硕士、哲学博士、医学博士学位的学术项目，并与哈佛大学、约翰霍普金斯大学、多伦多大学、梅奥医学院等其他医学和生物医学工程领域的机构达成广泛合作，共同进行研究并提供医学教育项目。Ruth and Bruce Rappaport医学院开设医学博士学位培训课程，向以色列理工学院-美国医学学生项目中的美国、加拿大医学预科研究生开放。

### 物理
物理学院参与天体物理学、高能物理、固体物理学和生物物理学领域的试验和理论研究。该学院成立于1960年，拥有爱因斯坦物理研究所、Lidow物理大楼、Rosen固态大楼和Werksman物理大楼。

## 跨学科研究中心

### 纳米技术与科学
Russell Berrie纳米技术与科学学院(RBNI)由Russell Berrie基金会、以色列政府和以色列理工大学共同出资，于2005年1月成立。该学院有以色列规模最大的学术项目，也是欧洲和美国最大的纳米技术中心之一。RBNI拥有110余位教职员工、约300名研究生和博士后研究员，由以色列理工学院赞助。其跨学科研究活动涉及14个不同的研究学科。

### 能源研究
GTEP Nancy and Stephen Grand能源项目为一流的跨学科研究中心，汇聚了以色列理工大学能源科技领域内超过九个学科的顶尖研究员。[27]GTEP项目成立于2007年，其“四点战略”致力于替代能源、可再生能源、能源储存和转换、节能等领域的研究和发展。GTEP项目是目前以色列唯一一个提供能源科技领域研究生课程的研究中心。

### 空间研究
Normal and Helen Asher空间研究所(ASRI)是一个致力于跨学科科学研究的专业化研究所。该研究所成立于1984年，其研究人员来自于以色列理工学院的五个其他学院，技术人员则均为以色列理工学院的科学家，来自物理、航空航天工程、机械工程、电气工程、自主系统和计算机科学等空间相关专业。
技术转化
以色列理工学院在技术转化领域一直保持骄人的成绩。2007年，以色列理工学院技术转化中心(T3)正式成立，致力于将新的科技创新和发现转化为成功的市场化技术。截止到2011年，以色列理工学院已有424项专利成果，845个专利正在申请中。T3的合作伙伴包括科技孵化单位、实业家、私人投资家，风投公司以及天使投资团体，并且与微软、IBM、英特尔、飞利浦、强生、可口可乐等知名公司保有战略合作伙伴关系。

## 以色列理工学院国际部
国际部(TI)是以色列理工学院下属的一个本科项目，全部课程以英语授课。TI成立于2009年，目前开设的本科包括土木工程理学士和化学工程理学士课程，以及各种短期的留学项目。这里的学生来自世界各地，亚洲、非洲、南北美洲、欧洲的学生和以色列本国学生一起完成学业、体验校园生活、周游以色列，参与各种丰富多彩的活动。
国际部也提供丰富多彩的暑假课程，课程内容包括电子学、计算机编程、航空航天、建筑、生物、化学、物理、数学、创业与创新等等。

## 优秀教职工
- 阿夫拉姆·赫什科，2004年诺贝尔化学奖
- 阿龙·切哈诺沃，2004年诺贝尔化学奖
- 丹尼尔·舍特曼，2011年诺贝尔化学奖
- Eli Biham，密码学专家
- David Bohm，理论物理学家、哲学家
- Yaakov Dori，以色列国防军总参谋长
- Avram Hershko和Aaron Ciechanover，2004年发现了泛素调节蛋白质降解过程，获得诺贝尔化学奖。
- Amos Horev，前总统、Rafael公司前总裁、以色列图凯尔加沙船队冲突事件调查委员会成员
- Abraham Lempel和Jacob Ziv，Lempel-Ziv(LZW)压缩算法发明者
- Liviu Librescu，弗吉尼亚理工大学校园枪击案中的英雄教授
- Marcelle Machluf，生物技术和食品工程
- Shlomo Moran，计算机科学家
- 艾雪·佩雷斯，量子传送共同发现者，2004年被授予罗斯柴尔德物理学奖
- 纳森·罗森，与阿尔伯特·爱因斯坦和鲍里斯·波多尔斯基合著有关于量子力学EPR悖论的论文。
- Rachel Shalon，以色列第一位女工程师
- Dan Shechtman，第一个观察到准晶体的化学家，2011年被授予诺贝尔化学奖
- Shlomo Shamai，电气信息理论家
- Shmuel Zaks，计算机科学家、数学家
- Moshe Arens，1957年至1962年担任航空工程教授
- Hossam Haick，奈米人工鼻(NA-NOSE)的先驅者，也被評為MIT 35歲以下創新者

## 优秀校友
据估计，以色列高科技公司的创始人和经理人中，有70%以上毕业于以色列理工学院。以色列纳斯达克上市公司的创始人和一把手中，68%毕业于以色列理工学院；以色列电子行业的经理人中，74%持有以色列理工学院学位。《Technion Nation》一书中，Shlomo Maital、Amnon Frenkel和Ilana Debare记录了以色列理工大学校友为现代以色列国做出的巨大贡献。
- David Bohm，理论物理学家
- Shai Agassi - IT企业家、SAP AG前执行董事、Better Place创始人
- Saul Amarel - 人工智能领域先驱[44]
- Ron Arad（生于1958年）- 空军武器系统军官，1986年在战斗中失踪
- Itzhak Bentov - 发明家、作家
- Andrei Broder - 验证码技术发明者之一，雅虎前副总裁、远景公司前副总裁
- Yaron Brook - 安•兰德研究所总裁兼执行董事
- Moti Bodek（生于1961年）- 建筑师
- Yona Friedman（生于1923年） - 建筑师
- Yossi Gross - 医疗设备领域发明家和企业家、瑞博医疗器械集团创始合伙人
- Andi Gutmans – PHP发明者、Zend Technologies公司联合创始人
- Abraham H. Haddad - 计算机科学家
- Ram Karmi（生于1931年） - 建筑师
- Shaul Ladany - 竞走运动世界纪录保持者、贝尔根—贝尔森集中营幸存者、慕尼黑大屠杀幸存者、工业工程学院教授
- Uzi Landau - 政治家、旅游部部长
- Daniel M. Lewin - Akamai公司的联合创始人兼首席技术官、拥有双工程学位，911事件中因抵抗劫机者死亡
- Neri Oxman - 建筑师、设计师，执教于麻省理工学院，以其环境设计和数字形态建成作品闻名。
- Dadi Perlmutter - 英特尔首席产品官
- Yossi Vardi - 四十余年中在软件、能源、互联网、移动通信、电光学和水技术等领域创办或协助60多个高科技公司经营发展。
- Arieh Warshel - 化学家，以发明复杂化学系统多尺度模型闻名，荣获2013年诺贝尔化学奖。
- Johny Srouji - 苹果公司资深副总裁

## 图片

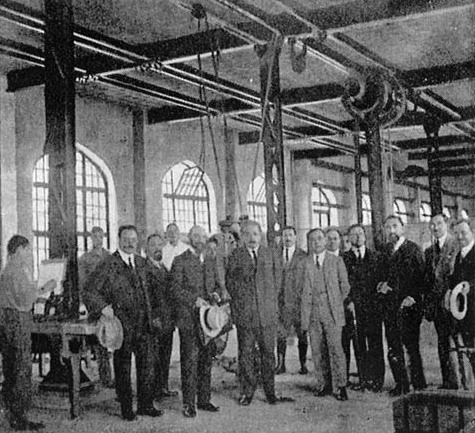
1925年，爱因斯坦在该校
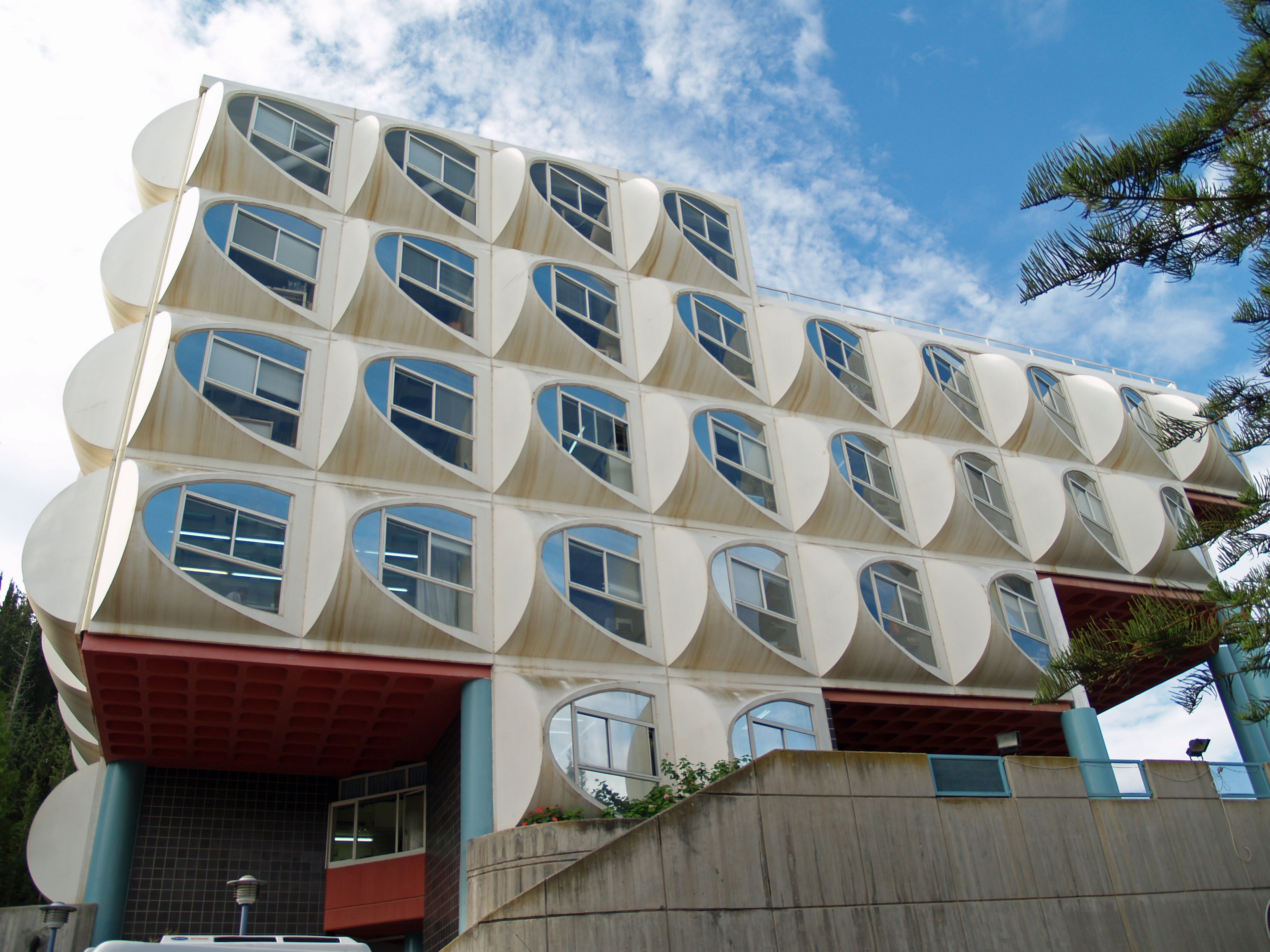
工程技术与管理学院
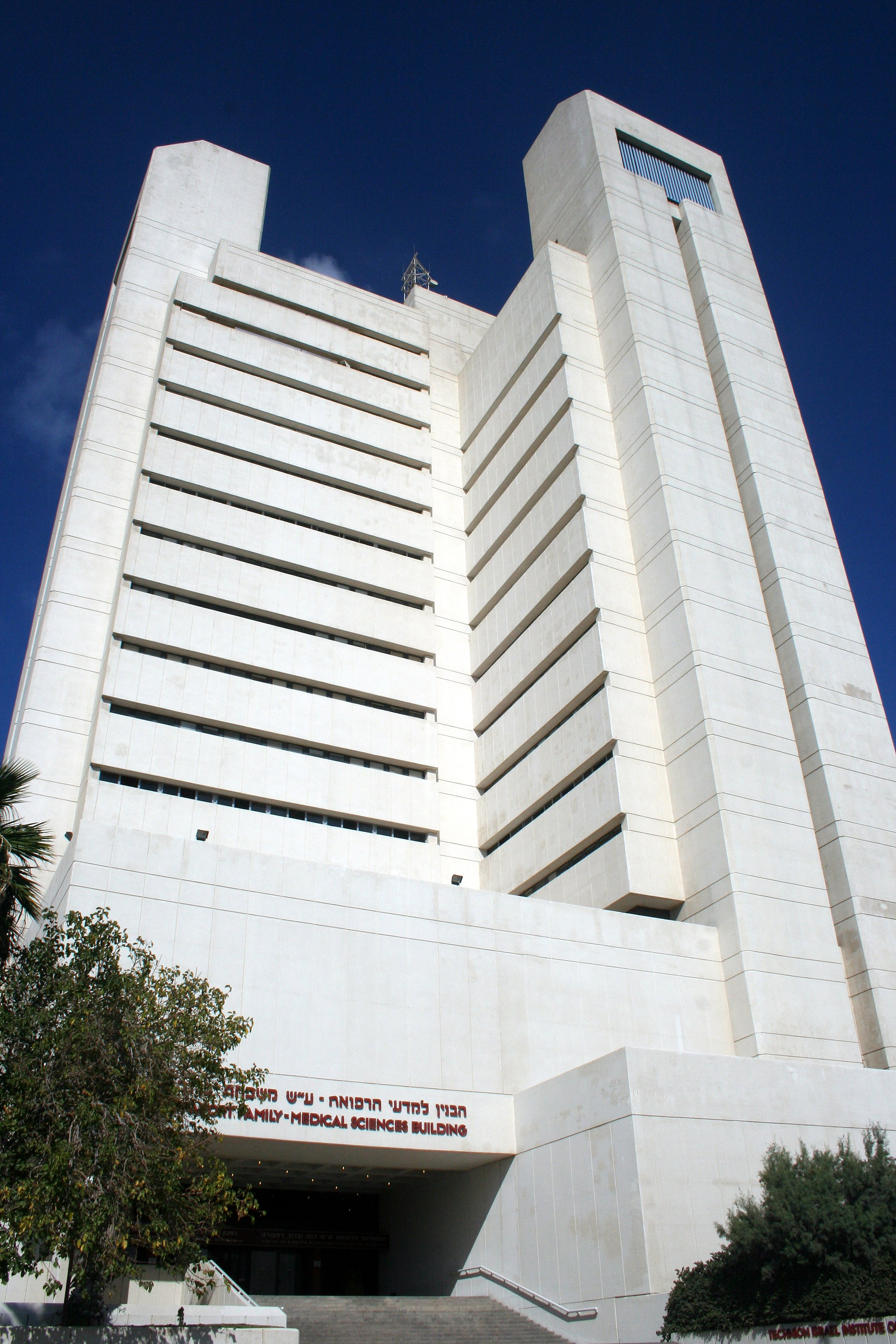
医学院
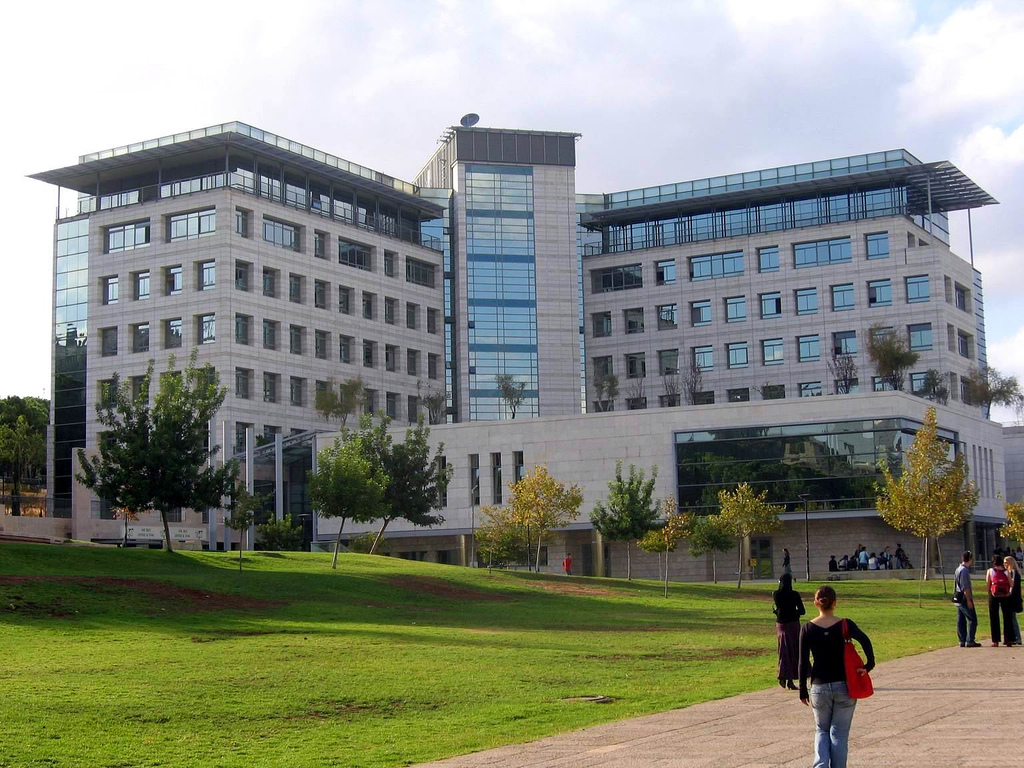
计算机科学学院